# Нордернай
Нордернай (нім. Norderney) — місто в Німеччині, розміщене в землі Нижня Саксонія. Входить до складу району Аурих. Повністю займає 26,3 км2 території однойменного острова, що належить до східної групи архіпелагу Фризькі острови, у Північному морі на північ від узбережжя континентальної Німеччини. Знаходиться між островами Бальтрум (на сході) та Юїст (на заході).
Населення становить 5969 ос. (станом на 31 грудня 2021).

## Клімат
Місто знаходиться у зоні, котра характеризується морським кліматом. Найтепліший місяць — серпень із середньою температурою 17.8 °C (64 °F). Найхолодніший місяць — січень, із середньою температурою 2.2 °С (36 °F).
| Клімат Нордерная        | Клімат Нордерная | Клімат Нордерная | Клімат Нордерная | Клімат Нордерная | Клімат Нордерная | Клімат Нордерная | Клімат Нордерная | Клімат Нордерная | Клімат Нордерная | Клімат Нордерная | Клімат Нордерная | Клімат Нордерная | Клімат Нордерная |
| Показник                | Січ.             | Лют.             | Бер.             | Квіт.            | Трав.            | Черв.            | Лип.             | Серп.            | Вер.             | Жовт.            | Лист.            | Груд.            | Рік              |
| Абсолютний максимум, °C | 11               | 12               | 20               | 25               | 28               | 31               | 32               | 32               | 27               | 22               | 21               | 12               | 32               |
| Середній максимум, °C   | 3                | 3                | 6                | 9                | 13               | 16               | 18               | 19               | 16               | 12               | 7                | 5                | 11               |
| Середня температура, °C | 2                | 2                | 5                | 7                | 11               | 15               | 17               | 17               | 15               | 11               | 6                | 3                | 9                |
| Середній мінімум, °C    | 1                | 0                | 2                | 5                | 9                | 12               | 15               | 15               | 12               | 8                | 5                | 2                | 7                |
| Абсолютний мінімум, °C  | −13              | −10              | −7               | −1               | 1                | 6                | 10               | 10               | 3                | 0                | −3               | −11              | −13              |
| Днів з опадами          | 21               | 15               | 17               | 16               | 16               | 17               | 19               | 17               | 19               | 19               | 21               | 21               | 218              |
| Днів з дощем            | 17               | 12               | 16               | 16               | 16               | 17               | 19               | 17               | 19               | 19               | 21               | 19               | 208              |
| Днів зі снігом          | 6                | 5                | 4                | 1                | 0                | 0                | 0                | 0                | 0                | 0                | 2                | 4                | 22               |
| ----------------------- | ---------------- | ---------------- | ---------------- | ---------------- | ---------------- | ---------------- | ---------------- | ---------------- | ---------------- | ---------------- | ---------------- | ---------------- | ---------------- |
| Джерело: Weatherbase    |                  |                  |                  |                  |                  |                  |                  |                  |                  |                  |                  |                  |                  |

## Історія
Нордернай (раніше — Остренде) — усе, що залишилося від острова Буйзе, який існував у Середньовіччі, але був розмитий навпіл під час катастрофічної повені 1362 року. Західна частина Буйзе затонула у XVII сторіччі, тоді як площа Нордернаю відтоді, навпаки, збільшилася.
У 1797 році тут збудували перший німецький курорт на Північному морі, який згодом відвідав король Георг V.
1925 року компанія Люфтганза відкрила комерційні рейси на острів.
У 1986 році вся східна частина острова увійшла до складу Національного парку Ваттового моря Нижньої Саксонії. Через це на всьому Нордернаї діють обмеження щодо використання автотранспорту.